# 군사 평화 수립법

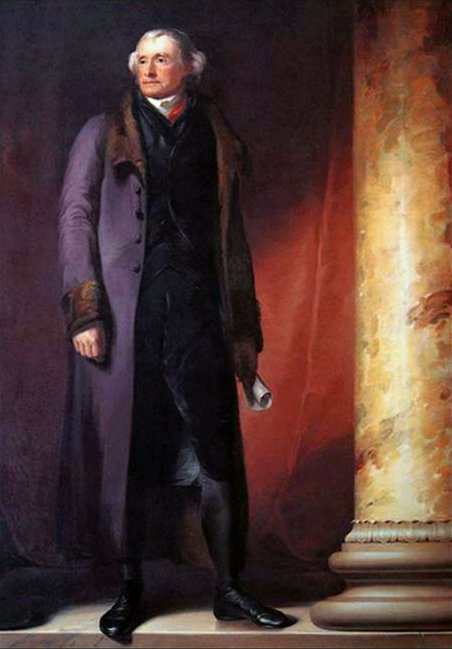

군사 평화 수립법(영어: Military Peace Establishment Act)은 미국 군대의 새로운 법률과 제한을 문서화하고 발전시켰다. 이 법은 1802년 3월 16일 의회의 승인을 받아 초안 및 제안에 핵심적인 역할을 한 토머스 제퍼슨 대통령이 서명했다. 이 법은 총 29개 조항에 걸쳐 군대 전체에 부여될 규칙, 장교 및 군인 수, 보급품 관리를 명시했다. 또한 이 법은 공병대를 창설하고 "뉴욕주 웨스트포인트에 주둔하여 군사학교를 구성"할 것을 지시했는데, 그 주요 기능은 미국에 충성하는 전문 공병을 훈련시키고 외국으로부터 공병을 고용할 필요성을 줄이는 것이었다. 제퍼슨은 또한 정치적 목적을 염두에 두고 이 법을 추진했다.

## 역사
1801년 대통령직을 맡은 제퍼슨 대통령은 군대가 너무 크고 연방당원들이 지배적이며 자체 공병대가 없다고 생각했다. 그는 군대 전체를 축소해야 하고 군사 학교에 주둔할 자체 공병을 모집하고 훈련해야 한다고 느꼈다. 군사 학교 설립 요구는 미국 독립 혁명 당시 조지 워싱턴, 토머스 제퍼슨, 알렉산더 해밀턴 등이 처음 제기했다. 당시 제퍼슨은 그러한 군사 학교가 연방 정부의 관리하에 있어야 한다는 해밀턴의 생각에 동의하지 않았다. 그러나 대통령으로서 제퍼슨은 국가 군사 학교에 대한 연방 통제에 대해 자신이 가지고 있던 헌법적 유보를 포기했다.

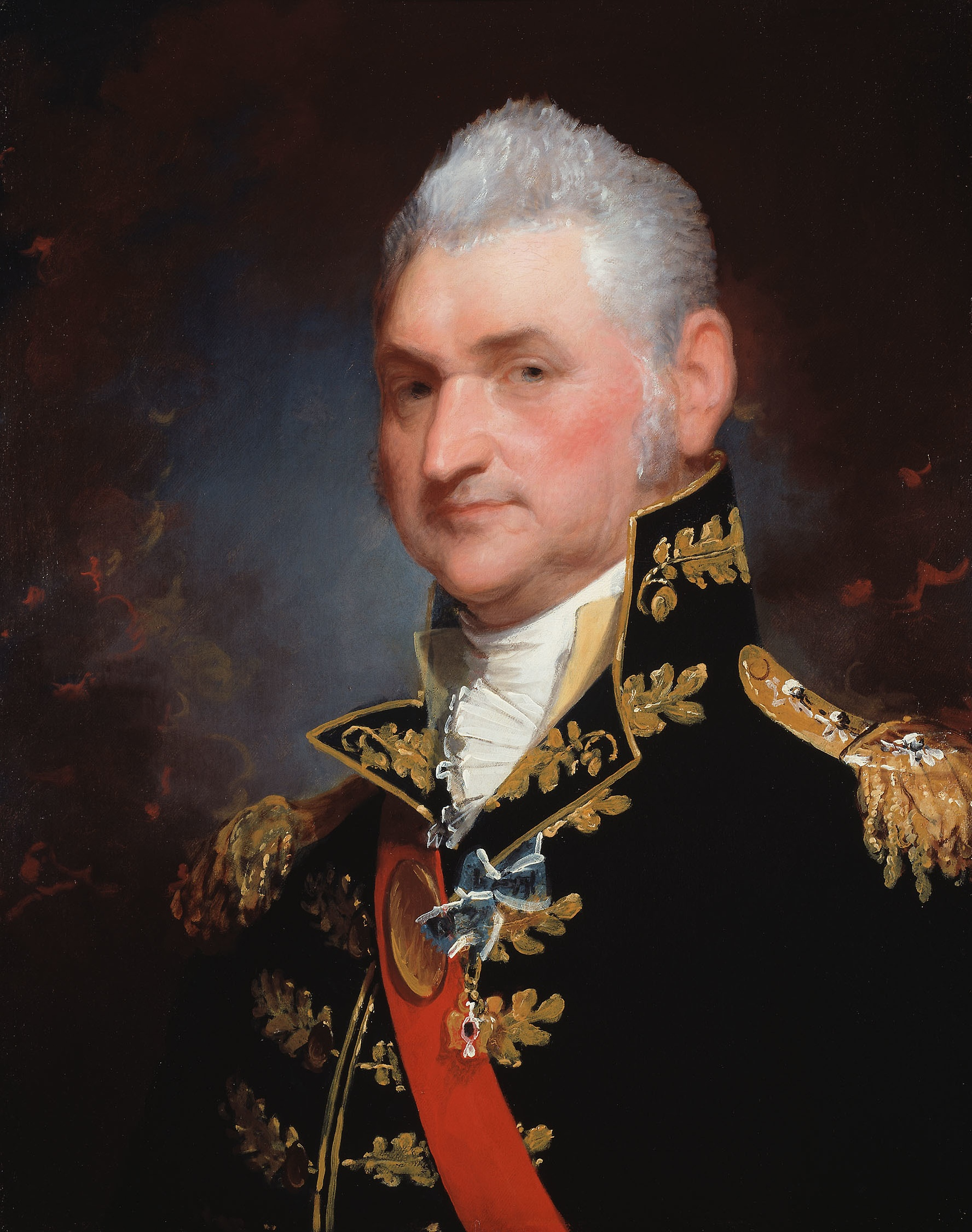
----
제퍼슨 정부의 육군장관으로서 디어본은 군사 평화 수립법 초안 작성에 조언했다.

제퍼슨은 항상 "유용한 과학"이 교육과 어린 국가의 보호에 중요하다고 생각했다. 1800년 12월, 군대에 대한 자신의 생각을 구체화하던 중 제퍼슨은 육군장관 헨리 디어본의 포병 1개 연대와 보병 2개 연대만 유지하자는 제안에 동의했다. 제퍼슨은 또한 피에르 사무엘 뒤퐁 드 느무르에게 "현재 인간의 상태, 특히 우리에게 있어서 아카데미에 도입되어야 할 과학 분야는 무엇인가?"라고 묻는 편지를 보냈다. 뒤퐁은 초등학교, 대학, 그리고 의학, 광업, 사회 과학 및 법률이라는 네 가지 전문 학교, 그리고 "고등 기하학과 그것이 설명하는 과학"을 포함하는 포괄적인 국가 교육 계획을 제안했다. 수학과 과학의 중요성을 강조하면서 제퍼슨과 뒤퐁 모두 아카데미가 국가에 큰 이익이 될 것이라고 주장했다. 뒤퐁은 제퍼슨에게 보낸 편지에서 이렇게 선언했다. "미국만큼 운하가 필요한 나라는 없으며, 대부분의 항구는 외부 방어 수단이 없습니다."
제퍼슨의 취임 두 달 후, 디어본은 대통령이 "웨스트포인트에 군사 학교를 즉시 설립하기로 결정했다"고 발표했으며, 또한 벤저민 프랭클린의 손자 조카인 수석 공병 조너선 윌리엄스 소령을 교장으로 임명하고 "학교 개교에 필요한 준비를 지휘하도록" 결정했다고 발표했다. 윌리엄스 교장은 "우리의 이정표는 작은 수학 학교가 아니라 거대한 국가 기관이다... 우리는 항상 우리의 장교들이 과학자가 되어야 하며, 그들의 학식으로 학술 단체의 주목을 받을 자격이 있어야 한다는 것을 명심해야 한다."고 말했다. 1802년 3월 1일, 의회는 제퍼슨 대통령에게 공병대 조직을 승인했다. 제퍼슨이 3월 16일 군사 평화 수립법에 서명한 후, 허드슨강에 위치한 뉴욕의 웨스트포인트에 미국 육군사관학교가 곧 설립되었다. 1802년 7월 4일, 미 육군사관학교는 공식적으로 교육을 시작했다.
처음에는 제퍼슨의 군사 평화 수립법이 육군의 인가 병력 감소를 요구하는 것처럼 보였지만, 이 법은 소수의 사병만 해고시키는 결과를 낳았다. 대신 제퍼슨과 디어본은 존 애덤스 대통령 시절에 임명된 가장 눈에 띄고 당파적인 연방주의자들을 해고하기 시작했다. 제퍼슨은 애덤스 행정부로부터 보병 4개 연대와 공병 및 포병 2개 연대로 구성된 5,438명의 장교와 병력을 물려받았다. 1802년 6월 1일부터 새로 조직된 육군은 보병 2개 연대, 포병 1개 연대, 그리고 소규모 공병대로만 구성되었다. 제퍼슨의 법은 장교단을 약 3분의 1로 줄여 총 3,289명으로 만들었다. 제퍼슨은 상비군과 해군 전체를 폐지하고 싶었지만, 반복되는 연방주의자들의 경고에 직면하여 미미한 감축만 허용했다. 그는 재무장관 앨버트 갤러틴에게 매년 200만 달러 이상을 지출하지 말라고 명령했으며, 이는 육군과 해군에 균등하게 분배되었다. 공화당 의원들은 재편성으로 상당한 절감 효과를 얻을 것이라고 주장했다. 군사 평화 수립법은 또한 병참 부서를 대체할 군사 기관의 설립을 규정했다. 4월 27일, 제퍼슨은 주목할 만한 복무 경력을 가진 세 명의 후보자를 지명했으며, 이들은 29일에 상원의 신속한 승인을 받았다. 이 요원들은 군사 물자, 육군 병원 보급품, 인디언 연금 물품의 조달 및 관리를 담당하게 되었다. 각 주둔지에는 육군 장교가 보조 군사 요원으로 기능할 것이었다.
제퍼슨은 또한 그가 제안한 법에 정치적 목표를 염두에 두었는데, 공화당적 가치를 수용하는 군인들을 더 많이 추가하기를 원했다. 이 법에 대한 그의 의도는 단순히 군대의 규모를 줄이는 것이 아니라 "비판자들"과 충성심이 의심스러운 자들을 육군에서 제거하는 것이었다. 그는 또한 당시 장교단을 장악했던 연방주의자들을 교체하여 행정부에 개혁을 가져오려 했다. 제퍼슨은 군대가 혁명 전쟁 시대의 신시내티회 회원들에게서 발견되는 것과 동일한 사고방식을 가정하는 엘리트주의 조직이 되고 있다고 우려했으며, 군사 평화 수립법이 이러한 경향을 억제할 것이라고 생각했다. 군대가 몇 개 연대로 축소되자, 제퍼슨은 국가 안보의 대부분의 의무와 책임이 다양한 주 방위군에 의해 수행되어야 한다고 주장했다.

## 군사 평화 수립법 전문
법령 I, 1802년 3월 16일.
미국의 군사 평화 수립을 확정하는 법률.
미국 상원과 하원에서 의회로 모여 제정하는 바, 다음 6월 1일부터 미국의 군사 평화 수립은 여기에 언급된 장교, 군사 요원, 공병과 함께 포병 1개 연대와 보병 2개 연대로 구성된다.
제2조. 또한 제정하는 바, 포병 연대는 대령 1명, 중령 1명, 소령 4명, 부관 1명, 그리고 20개 중대로 구성되며, 각 중대는 대위 1명, 중위 1명, 소위 1명, 생도 2명, 하사 4명, 병장 4명, 악사 4명, 공병 8명, 그리고 사병 56명으로 구성되어 5개 대대로 편성된다. 다만, 미국 대통령은 현역 중위 중 필요한 총 중위 수만큼의 인원을 현재 계급으로 유지할 수 있다. 그러나 공석이 생길 때마다 그 수가 20명에 달할 때까지 소위 계급에 새로운 임명이 이루어져야 한다. 그리고 각 보병 연대는 대령 1명, 중령 1명, 소령 1명, 부관 1명, 주임원사 1명, 음악 교사 2명, 그리고 10개 중대로 구성되며, 각 중대는 대위 1명, 중위 1명, 소위 1명, 소위보 1명, 하사 4명, 병장 4명, 악사 4명, 그리고 사병 64명으로 구성된다.
제3조. 또한 제정하는 바, 여단장 1명과 부관 1명이 있으며, 이들은 현역 대위 또는 소위 중에서 선발된다. 육군 부관 겸 감찰관 1명은 현역 영관급 장교 중에서 선발된다. 육군 급여관 1명, 급여관 7명, 보조관 2명은 미국 대통령이 지시하는 구역에 배속되며, 현역 위관급 장교 중에서 선발되어 다른 임무 외에 병력의 피복을 담당한다. 군사 요원 3명과 미국 대통령이 적절하다고 판단하는 수의 보조 군사 요원이 있으며, 각 군사 주둔지당 1명을 초과하지 않는다. 이 보조관들은 현역 중에서 선발된다. 군의관 2명. 군의관 보조관 25명은 주둔지나 기지에 배속되며, 부대에 배속되지 않는다.
제4조. 또한 제정하는 바, 장교, 부사관, 악사, 사병의 월 급여는 다음과 같다. 즉, 여단장은 225달러이며, 이는 그가 그의 부서 사용에 필요한 문구류 외에 어떠한 배급, 사료, 여행 경비 또는 기타 부수입이나 수당을 요구하거나 받을 권리 없이 그의 완전하고 전체적인 보상이다. 육군 부관 및 감찰관은 그의 현역 급여에 38달러가 추가되며, 그의 부서에 필요한 문구류를 받는다. 육군 급여관은 120달러이며, 그의 부서에 필요한 문구류와 그가 현재 사용하는 공공 사무실 사용 외에는 다른 수당을 받지 않는다. 부관은 그의 현역 급여에 30달러가 추가된다. 각 구역에 배정된 급여관은 30달러를 받으며, 해당 급여관의 각 보조관은 그의 현역 급여에 10달러가 추가된다. 각 군사 요원은 76달러를 받으며 다른 수당은 없다. 각 보조 군사 요원은 그의 현역 급여에 8달러가 추가되며, 다만 피츠버그와 나이아가라의 보조 군사 요원은 각각 그의 현역 급여에 16달러가 추가된다. 각 대령은 75달러. 각 중령은 60달러. 각 소령은 50달러. 각 군의관은 45달러. 각 군의관 보조관은 30달러. 각 부관은 그의 현역 급여에 10달러가 추가된다. 각 대위는 40달러. 각 중위는 30달러. 각 소위는 25달러. 각 소위보는 20달러. 각 생도는 10달러. 각 주임원사는 9달러. 각 하사는 8달러. 각 병장은 7달러. 각 음악 교사는 8달러. 각 악사는 6달러. 각 공병은 10달러. 그리고 각 사병은 5달러이다.
제5조. 또한 제정하는 바, 앞서 언급된 위관급 장교는 일일 생계비로 다음과 같은 수의 식량 배급을 받을 자격이 있다. 대령은 6배급. 중령은 5배급. 소령은 4배급. 대위는 3배급. 중위는 2배급. 소위보는 2배급. 군의관은 3배급. 군의관 보조관은 2배급. 생도는 2배급 또는 해당 주둔지에서 배급이 지급될 때 해당 장교 및 생도의 선택에 따라 그에 상응하는 현금을 받는다. 그리고 그러한 주둔지에서 계약에 의해 보급품이 제공되지 않는 경우, 이전 계약 및 해당 장소의 위치를 고려하여 공정하다고 간주되는 수당을 지급한다. 그리고 각 부사관, 악사, 사병은 1배급. 각 분리 주둔지의 지휘관은 각 주둔지의 특수한 상황을 고려하여 미국 대통령이 수시로 지시하는 추가 배급 수를 받는다. 특정 부대에 허용될 수 있는 여성은 중대당 4명을 초과하지 않는 비율로 각 1배급. 병원에서 필연적으로 고용될 산파 및 간호사는 각 1배급. 그리고 병사가 아닌 하인 1명을 고용하는 모든 위관급 장교는 1배급을 추가로 받는다.
제6조. 또한 제정하는 바, 각 배급은 소고기 1파운드 4분의 1 또는 돼지고기 4분의 3파운드, 빵 또는 밀가루 18온스, 럼, 위스키 또는 브랜디 1길, 그리고 소금 2쿼트, 식초 4쿼트, 비누 4파운드, 양초 1.5파운드의 비율로 100배급당 지급된다.
제7조. 또한 제정하는 바, 다음과 같은 장교는 정부에서 사료를 제공하지 않을 경우, 그 대신 월 다음과 같은 금액을 받는다. 즉, 각 대령은 12달러. 각 중령은 11달러. 각 소령은 10달러. 각 부관은 6달러. 각 군의관은 10달러. 각 군의관 보조관은 6달러.
제8조. 또한 제정하는 바, 포병 및 보병의 모든 부사관, 악사, 사병은 매년 다음과 같은 제복 의류 품목을 받는다. 즉, 모자 1개, 코트 1벌, 조끼 1벌, 울 바지 2벌, 리넨 바지 2벌, 거친 리넨 작업복 및 바지 1벌, 신발 4켤레, 셔츠 4벌, 양말 2켤레, 짧은 스타킹 2켤레, 담요 1개, 넥카라 및 잠금장치 1개, 그리고 반 게이터 1켤레. 그리고 육군장관은 적절하다고 판단하는 만큼의 의류 잉여분을 각 지역의 급여관에게 제공할 권한이 있으며, 이 의류는 그의 지시에 따라 필요시 계약 가격으로 병사들에게 제공되며, 병사들은 월급 잔액에서 이를 회계 처리해야 한다.
제9조. 또한 제정하는 바, 미국 대통령은 현재 미국에서 복무 중인 여러 병과의 장교, 부사관, 악사 및 사병을 편성하여 앞서 언급된 병과를 구성하고 완성하도록 한다. 그리고 초과 인원인 장교, 부사관, 악사 및 사병은 다음 4월 1일 이후 또는 상황이 허락하는 한 가능한 한 빨리 미국 복무에서 해고하도록 한다.
제10조. 또한 제정하는 바, 해당 병과의 장교, 부사관, 악사 및 사병은 미국 의회가 제정한 전쟁 규칙 및 조항 또는 향후 법률로 제정될 규칙 및 조항에 따라 통치된다. 다만, 사형, 위관급 장교의 해고, 또는 장군과 관련된 일반 군사법원 판결은 해당 사건의 전체 절차와 함께 미국 대통령에게 제출되어야 하며, 미국 대통령은 이를 집행하도록 지시하거나 적절하다고 판단하는 다른 방식으로 처리할 권한이 있다.
제11조. 또한 제정하는 바, 앞서 언급된 병과를 자원 입대로 유지하기 위해 모병 업무에 고용될 위관급 장교는 5년 임기로 적법하게 입대하고 검열을 통과한, 키 5피트 6인치 이상이고 18세에서 35세 사이의 효과적인 신체 건강한 미국 시민 한 명당 2달러를 받을 자격이 있다. 다만, 이 규정은 신병의 키와 연령에 관한 한 악사 또는 재입대하는 병사에게는 적용되지 않는다. 또한, 21세 미만의 사람은 어떠한 장교에 의해서도 입대되거나 미국 복무에 유지될 수 없으며, 그의 부모, 보호자 또는 주인의 동의가 먼저 얻어져야 한다. 만약 어떤 장교가 이 법의 진정한 의도와 의미에 위반하여 사람을 입대시키는 경우, 그는 그러한 위반에 대해 모집된 사람이 대중으로부터 받은 보조금과 의류의 금액을 몰수하고 지불해야 하며, 이는 해당 장교의 급여 및 수당에서 공제된다.
제12조. 또한 제정하는 바, 앞서 언급된 바와 같이 5년 동안 복무하도록 모집된 각 유능하고 건강한 시민에게 12달러의 보너스가 허용되고 지급된다. 그러나 해당 보너스 중 6달러의 지급은 그가 검열을 받고 복무할 부대에 합류할 때까지 연기된다.
제13조. 또한 제정하는 바, 해당 부대의 급여는 미지급액이 어떠한 경우에도 두 달을 초과하지 않도록 지급되며, 다만 해당 사건의 상황으로 인해 불가피한 경우는 예외이다.
제14조. 또한 제정하는 바, 평화 수립을 구성하는 부대의 장교, 부사관, 악사 또는 사병이 공무 수행 중 부상 등으로 인해 장애를 입는 경우, 그는 그 시점의 미국 대통령이 지시하는 급여율 및 규정에 따라 미국 불구자 목록에 등록된다. 다만, 위관급 장교의 그러한 부상 또는 장애에 대해 허용되는 보상은 장애 또는 부상을 입었을 당시 해당 장교의 월급 절반을 최고 한도로 초과할 수 없으며, 어떠한 장교도 중령의 절반 급여를 초과하여 받을 수 없다. 그리고 부사관, 악사 및 사병의 보상율은 월 5달러를 초과할 수 없다. 또한, 모든 경미한 장애는 해당 장애를 입은 사람이 최고 장애에 비례하는 수당을 받을 자격이 있다.
제15조. 또한 제정하는 바, 미국 군사 평화 수립에 소속된 위관급 장교가 미국 복무 중 실제 복무 중 입은 상처로 인해 사망하고 미망인 또는 미망인이 없는 경우 16세 미만의 자녀를 남기는 경우, 해당 미망인 또는 미망인이 없는 경우 해당 자녀는 사망 당시 고인이 받을 자격이 있었던 월급의 절반을 5년 동안 받을 자격이 있으며 받는다. 그러나 해당 미망인이 5년 기간이 만료되기 전에 사망하거나 재혼하는 경우, 나머지 기간 동안의 절반 급여는 해당 고인 장교의 자녀에게 귀속된다. 다만, 해당 자녀의 사망 시 해당 절반 급여는 중단된다.
제16조. 또한 제정하는 바, 급여관은 당시 미국 대통령의 지시에 따라 자신의 직무를 수행한다. 그리고 자신의 직무를 시작하기 전에, 미국 대통령이 지시하는 금액으로 충분하고 적절한 보증인과 함께 자신의 직무를 충실히 이행할 것을 보증하는 채권을 발행해야 한다. 그리고 자신의 직무를 성실히 수행할 것을 맹세해야 한다. 또한, 이 법에서 규정하는 여러 구역 급여관과 보조관을 미국 대통령의 승인을 받아 현역 중에서 임명하는 것이 그의 의무이다. 그리고 그는 해당 구역 급여관과 보조관에게 각자의 직무를 성실히 이행할 것을 보증하는 채권을 충분하고 적절한 보증인과 함께 요구할 권한이 있다.
제17조. 또한 제정하는 바, 본 법에 의해 지정된 군사 요원들은 모든 군사 물자와 해당 부서의 병력을 위한 기타 물품, 그리고 인도인들을 위한 모든 물품 및 연금(그들이 구매하도록 지시받았거나 육군부가 그들에게 관리하도록 명령한 것)을 구매, 수령, 그리고 적절한 목적지로 발송하는 것이 의무이다. 그들은 매년 자신의 손을 거쳐간 모든 공공 재산과 자신의 직무 수행에 지출한 모든 돈에 대해 육군부에 회계 보고해야 한다. 자신의 직무를 시작하기 전에, 그들은 미국 대통령이 지시하는 금액으로 충분한 보증인과 함께 자신에게 위임된 신탁을 충실히 이행할 것을 보증하는 채권을 발행해야 하며, 각자의 직무를 충실히 수행할 것을 맹세해야 한다.
제18조. 또한 제정하는 바, 부사관, 악사 또는 사병이 미국 복무를 탈영하는 경우, 그는 전쟁 규칙 및 조항에 언급된 처벌 외에도, 탈영 전 복무했던 기간과 합하여 그의 입대 기간 전체에 해당하는 기간 동안 복무해야 한다. 그리고 그러한 병사는 입대 기간이 체포되거나 재판을 받기 전에 만료되었더라도 군사법원에서 재판을 받고 처벌받을 수 있다.
제19조. 또한 제정하는 바, 미국 복무 중인 병사를 탈영하도록 유인하거나 교사하는 사람, 또는 어떤 병사로부터 그의 무기, 제복 의류 또는 그 일부를 구매하는 사람, 그리고 어떤 선박의 선장 또는 지휘관이 그가 탈영한 것을 알면서도 그러한 병사를 그의 승무원 중 한 명으로 선박에 태우거나, 그러한 병사를 달리 데려가거나, 그의 지휘관의 명령에 따라 그를 인계하기를 거부하는 사람은 법적 유죄 판결 시 해당 사건을 관할하는 법원의 재량에 따라 300달러를 초과하지 않는 벌금 또는 1년을 초과하지 않는 징역에 처해진다.
제20조. 또한 제정하는 바, 모든 장교, 부사관, 악사 및 사병은 다음과 같은 맹세 또는 서약을 하고 서명해야 한다. 즉, "나, A.B.는 (경우에 따라) 미국에 진정한 충성과 충성을 다할 것을 엄숙히 맹세 또는 서약하며, 그들의 적이나 반대자들에게 성실하고 충성스럽게 봉사할 것이며, 전쟁 규칙 및 조항에 따라 미국 대통령의 명령과 나에게 임명된 장교의 명령을 준수하고 복종할 것이다."
제21조. 또한 제정하는 바, 일반 군사법원이 명령될 때, 미국 대통령은 재판관 군법무관으로 활동할 적임자를 임명할 수 있으며, 그는 그의 다른 급여 외에 해당 법원의 직무에 필수적으로 고용된 날마다 1달러 25센트를 받을 수 있다. 그리고 대통령이 그러한 임명을 하지 않은 경우, 여단장 또는 법원장이 이를 할 수 있다.
제22조. 또한 제정하는 바, 위관급 장교가 일반 군사법원에서 여행하고 앉는 데 추가 비용을 지출해야 하는 경우, 그는 실제로 발생한 추가 비용에 대해 합리적인 보상을 받을 수 있으며, 사료를 받을 자격이 없는 장교에게는 하루 1달러 25센트를 초과하지 않고, 사료를 받을 자격이 있는 장교에게는 하루 1달러를 초과하지 않는다.
제23조. 또한 제정하는 바, 부사관, 악사 또는 사병은 입대 전에 계약된 20달러 미만의 채무, 또는 입대 후에 계약된 어떠한 채무에 대해서도 체포되거나 체포 대상이 되거나 집행될 수 없다.
제24조. 또한 제정하는 바, 장교나 병사가 어떤 범죄에 대한 처벌을 제외하고 복무에서 제대될 때마다, 그는 급여와 배급 또는 이에 상응하는 현금을 받게 되며, 이는 제대 장소에서 거주지까지 이동하는 데 충분한 기간에 해당한다(하루 20마일의 비율로 계산).
제25조. 또한 제정하는 바, 본 법에 의거하여 해고되는 각 위관급 장교에게는 제대 시 법에 의해 받을 자격이 있는 급여 및 수당 외에, 미국 군단에서 복무 기간이 3년을 초과하지 않은 각 장교에게는 3개월치 급여가 지급된다. 그 외 해고되는 모든 장교에게는 미국 육군 또는 현재 또는 과거에 복무했던 연대 또는 부대에서 과거 복무 연도마다 해당 계급의 1개월치 급여가 지급된다.
제26조. 또한 제정하는 바, 미국 대통령은 적절하다고 판단할 때 공병대를 조직하고 설립할 권한이 있으며, 이 공병대는 소령의 급여, 계급 및 수당을 받는 공병 1명, 대위의 급여, 계급 및 수당을 받는 보조 공병 2명, 중위의 급여, 계급 및 수당을 받는 보조 공병 2명, 소위의 급여, 계급 및 수당을 받는 보조 공병 2명, 그리고 월 16달러의 급여와 하루 2배급을 받는 생도 10명으로 구성된다. 그리고 미국 대통령은 마찬가지로 적절하다고 판단할 때 해당 공병대에서 특별한 공로를 인정하여 계급에 관계없이 대령 1명, 중령 1명, 소령 2명, 대위 4명, 중위 4명, 소위 4명을 초과하지 않으며, 전체 공병대 수는 어떠한 경우에도 20명의 장교와 생도를 초과하지 않도록 승진을 할 권한이 있다.
제27조. 또한 제정하는 바, 그렇게 조직된 해당 부대는 뉴욕주 웨스트포인트에 주둔하며 군사 학교를 구성한다. 그리고 해당 부대의 공병, 보조 공병 및 생도들은 미국 대통령이 지시하는 장소 및 임무에서 항상 임무를 수행해야 한다.
제28조. 또한 제정하는 바, 수석 공병, 그리고 부재 시에는 다음 서열의 사람이 미국 대통령의 지휘 아래 해당 군사 학교를 감독한다. 그리고 육군장관은 미국 대통령이 지시하는 규정에 따라 공공 비용으로 해당 기관의 사용 및 이익을 위한 필요한 서적, 도구 및 장치를 조달할 권한이 있다.
제29조. 또한 제정하는 바, 현재 시행 중인 법률 또는 법률의 이 법의 범위에 해당하는 부분은 이로써 폐지된다. 다만, 이 법에 의해 현재 미국 군사 시설에 계속 유지되는 병력의 입대 또는 복무 기간과 관련된 부분은 예외이다.
승인, 1802년 3월 16일.
-- 토머스 제퍼슨 (서명)

## 같이 보기
- 미국 헌법의 계약 조항 – 군대에 관한 법률
- 미국의 연방주의
- 미국 육군 공병대
- 1792년 민병대법
- 대륙육군
- 상비군

## 내용주
1. ↑  제퍼슨과 디어본은 이 군사 개혁 시기에 여러 통의 서신을 주고받았다. 디어본은 또한 제퍼슨에게 루이스 클라크 탐험 계획을 조언하고 도왔다.[7]
2. ↑  이 사회의 설립은 제퍼슨, 벤저민 프랭클린, 애다누스 버크 판사 등에 의해 일반적인 영역에 대한 세습 회원권을 확립하려는 시도로 비판받았다.[15]

## 참고 문헌
- Ambrose, Stephen (1966). 《Duty, Honor, Country: A History of West Point》. Johns Hopkins University Press, 377 pages. ISBN 9780801862939.
- Doyle, William (2009). 《Aristocracy and its Enemies in the Age of Revolution》. Oxford University Press. ISBN 9780191568275.
- Lookingbill, Brad D. (2010). 《American Military History》. John Wiley & Sons. ISBN 9781405190527.
- McDonald, Robert M. S. (2004). 《Thomas Jefferson's Military Academy: Founding West Point》. Jeffersonian America. University of Virginia Press. ISBN 978-0-8139-2298-0.
- Muehlbauer, Matthew S.; Ulbrich, David J. (2013). 《Ways of War: American Military History from the Colonial Era to the Twenty-First Century》. Routledge, New York. ISBN 978-1-136-75604-7.
- Nester, William (2013). 《The Jeffersonian vision, 1801–1815: The Art of American Power During the Early Republic》. Potomac Books, Inc., 294 pages. ISBN 9781597976763.
- Scythes, James (2014).  Spencer C. Tucker, 편집. 《The Encyclopedia of the Wars of the Early American Republic, 1783–1812 A Political, Social, and Military History》. Santa Barbara, California: ABC-CLIO. ISBN 978-1-59884-156-5.
- “United States Military Academy at West Point”. Thomas Jefferson Foundation. 2016년 3월 19일에 확인함.
- “To Thomas Jefferson from Henry Dearborn, 9 April 1802”. U.S. national Archives. 2016년 3월 20일에 확인함.
- “Thomas Jefferson to the Senate, 25 March 1802”. U.S. National Archives. 2016년 3월 23일에 확인함.

### 추가 자료
- Crackel, Theodore J., "Jefferson, Politics, and the Army: An Examination of the Military Peace Establishment Act of 1802." Journal of the Early Republic 2 (April 1982): 21–37.
- ——, "The Founding of West Point: Jefferson and the Politics of Security." Armed Forces and Society 7 (Summer 1981): 529–43.